# Chattanooga Football Club
Il Chattanooga Football Club, spesso abbreviato in Chattanooga FC, è un club calcistico professionistico statunitense con base a Chattanooga, nel Tennessee e che gioca le proprie gare interne presso il Finley Stadium, impianto da 20.668 posti a sedere.
Attualmente partecipa alla NISA, terza divisione del calcio statunitense.

## Storia
Fondata nel 2009, la società ha trascorso diversi anni tra i dilettanti della National Premier Soccer League (NPSL), lega in cui è arrivata per ben quattro volte a disputare la finale nazionale (2010, 2012, 2014, 2015), ma venendo sconfitta in tutte e quattro le occasioni.
Durante la stagione 2015, il club conquistò il suo primo titolo, l'Hank Steinbrecher Cup, una sorta di supercoppa contesa tra le squadre campioni delle principali leghe dilettantistiche statunitensi. Dopo essere stato scelto per ospitare la competizione per il weekend del 29 e 30 maggio, infatti, il Chattanooga sconfisse prima i Maryland Bays, campioni della National Amateur Cup, per 2-0 e poi in finale i Michigan Bucks, campioni in carica della PDL, con il risultato di 3-0. Ammesso di diritto alla competizione anche l'anno seguente in quanto campione uscente, il Chattanooga riuscì nuovamente a raggiungere la finale, ma stavolta venne sconfitto ai supplementari dalla squadra under-23 del Chicago Fire con il risultato di 2-1.
Nel corso degli anni, il Chattanooga si è distinto come club estremamente popolare, facendo registrare più volte il record assoluto per una partita di calcio dilettantistico statunitense (attualmente fissato a quota 18.227 per la finale della stagione 2015 contro la squadra riserve dei New York Cosmos).
In occasione del decimo anniversario della fondazione del club, il Chattanooga si è distinto essendo la prima società calcistica statunitense ad offrire l'acquisto di quote societarie ai propri tifosi secondo il modello dell'azionariato popolare. Alla chiusura della campagna, 3.254 tifosi provenienti da tutti e 50 gli stati federati americani e da 30 Paesi del mondo avevano acquistato quote del club, per un valore totale di oltre un milione e mezzo di dollari.
Il 15 agosto 2019 il club annunciò di essere entrato a far parte della National Independent Soccer Association (NISA), lega professionistica di terzo livello, nella quale milita a partire dalla Spring Season 2020.
Nell'estate 2020 si laureò campione della Southeast Region della prima edizione della NISA Independent Cup.

## Palmarès

### Competizioni nazionali
- Hank Steinbrecher Cup: 1

2015

### Altri trofei
- NISA Independent Cup:

Campione Southeast Region: 2020, 2021

### Altri piazzamenti
- Campionato NPSL:

Secondo posto: 2010, 2012, 2014, 2015
- Hank Steinbrecher Cup:

Secondo posto: 2016
- NISA Legends Cup:

Secondo posto: 2021